# Look up to the sky〜明日があるさ〜
『look up to the sky〜明日があるさ〜』（ルック・アップ・トゥー・ザ・スカイ あしたがあるさ）は、2002年3月27日に発売されたRe:Japanのアルバム。

## 概説
- シングル「明日があるさ」「bittersweet samba〜ニッポンの夜明け前〜」、坂本九のカバー曲「ともだち」伊藤素道とリリオ・リズム・エアーズ のカバー曲「見上げてごらん夜の星を」等を収録したRe:Japanのアルバム作品。

## 収録曲
1. bittersweet samba〜overture〜 (1:01) / インストゥルメンタル
  - 作曲：sol lake / 編曲：吉川慶
2. ともだち (3:57) / 唄：間寛平＆東野幸治＆ロンドンブーツ1号2号＆花紀京
  - 作詞：永六輔 / 作曲：いずみたく / 編曲：沢井原兒
坂本九が1965年に発売したシングル「ともだち」のカバー。
3. Better tomorrow (4:54) / 唄：松本人志＆東野幸治＆ココリコ
  - 作詞：吉川慶＆下西香如恵 / 作曲：吉川慶 / 編曲：長岡成貢
4. 明日があるさ (6:11) / 唄：Re:Japan
  - 作詞：青島幸男 / 作曲：中村八大 / 編曲：CHOKKAKU
1stシングル。坂本九が1963年に発売したシングル「明日があるさ」のカバー。
5. 見上げてごらん夜の星を (4:14) / 唄：ダウンタウン
  - 作詞：永六輔 / 作曲：いずみたく / 編曲：CHOKKAKU
伊藤素道とリリオ・リズム・エアーズ が1960年に発表した「見上げてごらん夜の星を」のカバー。
6. オーマイゴッド！ (3:29) / 唄：間寛平＆山田花子＆藤井隆
  - 作詞・作曲・編曲：高橋ひろ / ストリングス＆ホーンズアレンジ：長谷川智樹
7. 硝子のYesterday (5:26) / 唄：浜田雅功＆藤井隆＆ロンドンブーツ1号2号
  - 作詞：下西香如恵 / 作曲：椎名KAY太 / 編曲：武藤良明
8. オレンジ色の道 (6:09) / 唄：浜田雅功＆ココリコ＆花紀京
  - 作詞：吉川慶＆下西香如恵 / 作曲：吉川慶 / 編曲：長岡成貢
9. bittersweet samba〜ニッポンの夜明け前〜 (5:01) / 唄：Re:Japan
  - 作詞：オールナイトニッポン・リスナーズ、補作詞：藤井青銅 / 作曲：sol lake / 編曲：長岡成貢
2ndシングル。
10. I know (6:05) / 唄：東野幸治＆ココリコ＆山田花子＆藤井隆
  - 作詞：下西香如恵 / 作曲：高橋哲也 / 編曲：福島裕子
11. 明日があるさ〜reprise〜 (1:24) / インストゥルメンタル
  - 作曲：中村八大 / 編曲：長岡成貢

## 演奏
bittersweet samba ～overture～
- 吉川慶：Programming

ともだち
- 間寛平、東野幸治、ロンドンブーツ1号2号、花紀京：Vocals
- 沢井原兒：All Keyboards, Programming, Sax
- カワノミチオ：Drums
- 春山信吾：Bass
- 近田潔人：Electric Guitar
- 西村浩二、荒木敏男：Trumpet
- 中路英明：Trombone
- 織田浩司：Baritone Sax
- 工藤美穂ストリングス：Strings

Better tomorrow 
- 松本人志、東野幸治、ココリコ：Vocals
- 長岡成貢：All Keyboards, Programming
- 小倉博和：Acoustic Guitar
- Ko-saku：Background Vocals

明日があるさ
- Re:Japan：Vocals
- CHOKKAKU：Electric Guitar, All Keyboards, Programming
- 神保彰：Drums
- 松原秀樹：Bass
- 吉川忠英：Acoustic Guitar
- 村田陽一グループ：Horns
- 今出宏：Blues Harp

見上げてごらん夜の星を
- ダウンタウン：Vocals
- CHOKKAKU：Electric Guitar, All Keyboards, Programming
- Ko-saku：Background Vocals

オーマイゴッド!
- 間寛平、山田花子、藤井隆：Vocals
- 大久保敦夫：Drums
- 小野田清文：Bass
- 原田末秋：Electric Guitar
- 加藤JOEグループ：Strings
- ジェイク＆数原グループ：Horns
- 山岡広司：Computer Manipulator
- 寺本りえ子、池畑伸人：Background Vocals

硝子のYesterday 
- 浜田雅功、藤井隆、ロンドンブーツ1号2号：Vocals
- 武藤良明：Computer Programming
- 河村“カースケ”智康：Drums
- 小野田清文：Bass
- 梶原順：Acoustic Guitar, Electric Guitar, Solo
- 永田一朗：Acoustic Piano, Hammond Organ
- Ko-saku：Background Vocals

オレンジ色の道
- 浜田雅功、ココリコ、花紀京：Vocals
- 長岡成貢：All Keyboards, Programming
- 小倉博和：Acoustic Guitar, Electric Guitar, Solo
- Ko-saku：Background Vocals

bittersweet samba ～ニッポンの夜明け前～
- Re:Japan：Vocals
- 長岡成貢：All Keyboards, Programming
- 鈴木英俊：Acoustic Guitar, Electric Guitar,
- 濱田尚哉：Drums
- 大儀見元：Percussion
- エリック宮城：Trumpet
- 弦一徹：Strings

I Know
- 東野幸治、ココリコ、山田花子、藤井隆：Vocals
- 福島裕子：All Keyboards, Programming
- 宮崎よしお：Acoustic Guitar, Electric Guitar
- 梶原順：Electric Guitar Solo
- 松本峰明：Acoustic Piano
- 加藤JOEグループ：Strings
- 中谷勝昭：Conductor
- 高橋哲也、Ko-saku：Background Vocals

明日があるさ ～reprise～
- 吉川慶：Programming